# Dorinea Shirley
Dorinea Shirley foi uma atriz britânica da era do cinema mudo.

## Filmografia selecionada
- Greywater Park (1924)
- Claude Duval (1926)
- Nell Gwyn (1926)
- Motherland (1927)
- Afterwards (1928)
- Zero (1928)